# Таукент
Таукент (каз. Таукент) — посёлок в Сузакском районе Туркестанской области Казахстана. Административный центр Таукентской поселковой администрации. Находится 40 км к западу от районного центра, села Шолаккорган. До города Шымкент — 230 км.
Код КАТО — 515655100.

## Население
В 1999 году население посёлка составляло 3575 человек (1721 мужчина и 1854 женщины). По данным переписи 2009 года, в посёлке проживал 6551 человек (3194 мужчины и 3357 женщин).

## История
Поселок возник при урановом месторождении «Канжуган».

## Производство
В пределах поселка находится горно-химическое предприятия. Его сырьем служит уран, добываемый на месторождениях Южный Моинкум и Канжуган, расположенных в Чу-Сарысуйской провинции. Кроме градообразующего предприятия, в поселке работают несколько малых фирм, специализирующихся на предоставлении сервисных услуг разного направления, в том числе транспортных, строительных, ремонтных.